# Corydendrium flabellatum
Corydendrium flabellatum is een hydroïdpoliep uit de familie Oceaniidae. De poliep komt uit het geslacht Corydendrium. Corydendrium flabellatum werd in 1938 voor het eerst wetenschappelijk beschreven door Fraser. 